# حمض البيكريك
حمض البكريك هو الاسم الشائع للمركب الكيميائي 6,4,2 ثلاثي نيترو فينول (بالإنجليزية: 2,4,6-trinitrophenol)‏ ويعرف أيضاً بتي إن بي (بالإنجليزية: TNP)‏ وبحمض المر نسبة لأصل تسميته من اللغة الاغريقية نظرا لمذاقه المر، وهو مادة بلورية صلبة لونها أصفر. يعتبر حمض البكريك من المواد المتفجرة.